# Enyedi Éva
Enyedi Éva (Budapest, 1972. augusztus 24. –) magyar színésznő, dramaturg. 

## Életpályája
A középiskola elvégzése után angol szakon tanult tovább, pályáját a Szkéné Színházban kezdte. 1998 óta a Pintér Béla Társulatban dolgozik. 2003-2008 között a Színház- és Filmművészeti Egyetem színháztudomány szakán tanult. Színészként és dramaturgként is dolgozik. 2012-ben a Színház- és Filmművészeti Egyetem doktori iskolájában abszolutóriumot szerzett (témavezetője: Ascher Tamás).
Élettársa Pintér Béla színész, egy kislányuk van. Testvére Enyedi Zsolt politológus, a CEU rektorhelyettese.

## Díjai és kitüntetései
- Legjobb női alakítás (A Sütemények Királynője) – Szegedi Alternatív Színházi Szemle (2005)
- A legjobb női epizódszereplő (Szutyok) – POSZT (2011)
- Bálint Lajos-vándorgyűrű (2021)[10]

## Filmes és televíziós szerepei
- BigBakShow (2025)
- Apatigris (2020)
- Ketten Párizs ellen (2015)
- Uristen@menny.hu (2000)
- Valaki kopog (2000)